# Paravilla borea
Paravilla borea är en tvåvingeart som beskrevs av Hall 1981. Paravilla borea ingår i släktet Paravilla och familjen svävflugor. Inga underarter finns listade i Catalogue of Life.